# Dolničar
Dolničar je 1440. najbolj pogost priimek  v Sloveniji, ki ga je po podatkih Statističnega urada Republike Slovenije na dan 1. januarja 2010 uporabljalo 279. oseb.

## Znani nosilci priimka
- Alenka Dolničar (*1991), telovadka
- Alojz Dolničar (1924—2020), partizan prvoborec
- Boris Dolničar (*1947), novinar in urednik
- Ivan Dolničar (1921—2011), prvoborec, general letalstva, politik
- Janez Anton Dolničar (1662—1714), organizator cerkvenega življenja
- Janez Gregor Dolničar (1655—1719), kronist in zgodovinar
- Janez Krstnik Dolničar (1626—1692), ljubljanski mestni sodnik in župan
- Jošt Dolničar, poslovnež, zavarovalničar, predsednik Veslaške zveze Slovenije
- Jože Dolničar, prevajalec
- Jožef Dolničar (1801—1883), zdravnik, mestni fizik v Trstu, vzgojitelj
- Jožko Dolničar (1911—1982), propagandist, turistični delavec
- Majda Benedik Dolničar, pediatrinja hematoonkologinja
- Matej Dolničar (1908—1991), sodnik (na Nagodetovem procesu)
- Mirko Dolničar, glasbenik
- Peter Dolničar, agronom, žlahtnitelj krompirja
- Rudi Dolničar, glasbenik
- Sara Dolničar, turistična znanstvenica, ambasadorka znansoti RS
- Silva Dolničar Poljšak (1922—2018), zdravnica
- Vesna Dolničar, družboslovna informatičarka, prof. FDV
- Vito/Vital Dolničar (*1958) in Rok Dolničar, konservatorja/restavratorja
- Vladimir Dolničar (1919—1943), partizan, narodni heroj
- Vladimir Dolničar (1911—1967), operni pevec, baritonist
- Zorka Regancin Dolničar (1921—1944), kurirka, narodna herojinja